# Localités arabes en Israël

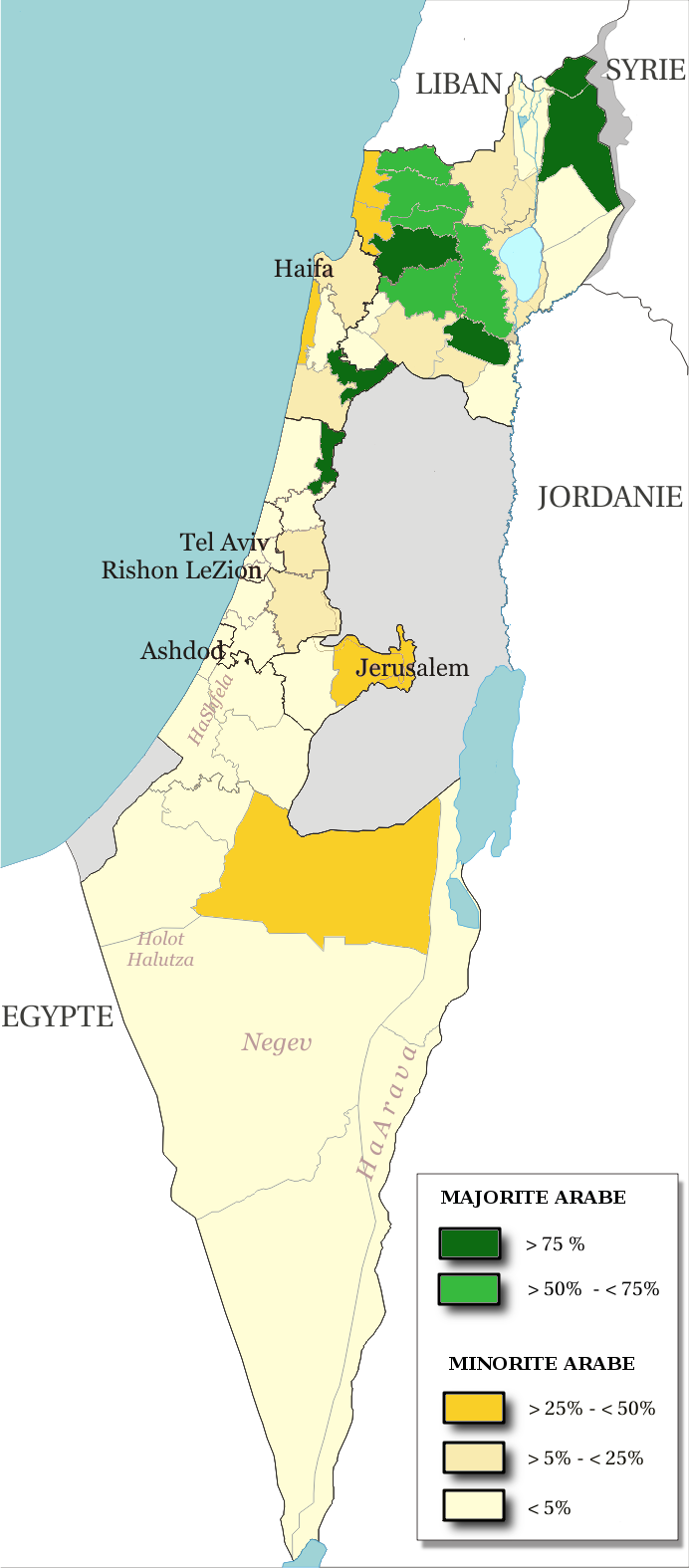
Carte de la population arabe, 2000

Les localités arabes en Israël sont des localités israéliennes dont la population est arabe à plus de 50 %. Bien que n'ayant pas été reconnus par la communauté internationale comme appartenant à Israël, Jérusalem-Est et le plateau du Golan ont été inclus dans cette liste.
La ville d'Acre a une minorité arabe pour environ 25 % tandis que la vieille ville est arabe à 95 %. La population arabe représente 10 % de la population totale de Haïfa et 70 % des habitants de la ville basse. Les centre-ville de Lod et Ramla ont chacun une population arabe pour environ 20 %.

## District centre
158 900 Arabes israéliens vivent dans le district Centre qui a une population totale de 1 931 000 habitants. La majorité des Arabes israéliens habitent le long ou près de la Ligne verte qui sépare Israël de la Cisjordanie dans une région appelée le Triangle. La plus grande ville est Tayibe avec une population d'environ 33 000 habitants.
- Jaljulia : 8 300 hab. (2009)
- Kafr Bara : 2 800 hab. (2009)
- Kafr Qasim : 19 100 hab. (2009)
- Qalansawe : 18 900 hab. (2009)
- Tayibe : 35 800 hab. (2009)
- Tira : 22 100 hab. (2009)
- Zemer : 5 300 hab. (2007)[2]

## District de Tel Aviv
18 500 Arabes israéliens habitent dans le district de Tel Aviv qui possède une population totale de 1 318 300 habitants. 16 000 d'entre eux vivent à Jaffa.

## District de Jérusalem
310 700 Arabes israéliens résident dans le district de Jérusalem (population totale de 987 400 hab.). La population arabe du district de Jérusalem se concentre principalement dans Jérusalem-Est mais le district comporte aussi 4 autres localités arabes.
- Abu Ghosh
- Beit Jamal
- Ein Naqquba
- Ein Rafa

### Jérusalem-Est
Jérusalem-Est a été annexée par Israël après sa victoire sur la Jordanie pendant la Guerre des Six Jours en 1967. Jérusalem-Est a été fusionnée avec Jérusalem-Ouest en même temps que plusieurs localités et villages palestiniens voisins. La population arabe forme 55 % de Jérusalem-Est et 33 % de Jérusalem dans son ensemble. La liste suivante donne les quartiers arabes de Jérusalem.
- Beit Hanina (al-Jadid ou la partie Est)†
- Beit Safafa
- Jabel Mukaber
- Vieille ville de Jérusalem (quartiers arménien, musulman & chrétien)†
- Ras al-Amud
- Cheikh Jarrah
- Shuafat
- Silwan
- Sur Baher
- At-Tur
- Umm Tuba
- Wadi al-Joz
- al-Walaja

## District Sud
216 200 Arabes israéliens vivent dans le district Sud qui compte une population totale de 1 146 600 habitants. La population arabe vit principalement au nord-ouest du Negev et se compose de Bédouins. Plusieurs villages de cette région ne sont pas officiellement reconnus par le gouvernement et ne reçoivent donc pas les services minimaux de la part de l'Etat (voir en:Unrecognized Bedouin villages in Israel). La plus grande localité arabe du Negev est Rahat.
| - Abu Qrenat - Ar'arat an-Naqab - Ateer - al-Atrash - Bir Hadaj - Dhahiyah - Drijat | - Ghazzah - Hura - Kuseife - Lakiya - Makhul - Mitnan - Molada | - Qasr al-Sir - Rahat - al-Sayyid - Shaqib al-Salam - Tirabin al-Sana - Tel as-Sabi - Umm Batin |

## District de Haïfa
237 200 Arabes israéliens vivent dans le district de Haïfa, qui a une population totale de 939 000 habitants. La plupart des Arabes israéliens du district de Haïfa vivent dans la région de Wadi Ara qui borde le nord-ouest de la Cisjordanie. Une population druze significative habite la région du Mont Carmel et le quartier Wadi Nisnas de Haïfa. La plus grande ville arabe du district est Umm al-Fahm.
| - Ar'ara - al-Arian - Aqqada - Baqa-Jatt - Basma (en) - Carmel City - Ein Ibrahim - Ein Hawd | - Fureidis - Ibtin - Jisr az-Zarqa - Kafr Qara - Khawaled - Ma'ale Iron - Mansura - al-Maqura | - Meiser - Rouhana - Sheik Bureik - Umm al-Fahm - Umm al-Qutuf - Wadi Nisnas, Halisa and Abbas (quartiers de Haïfa) |

## District Nord
705 200 Arabes israéliens vivent dans le district Nord sur une population totale de 1 320 800 habitants. En 2008, les Arabes israéliens formaient plus de 53 % de la population du district Nord, ce qui en fait le seul district à majorité arabe. 44 % de tous les Arabes israéliens habitent dans ce district. Nazareth est la plus grande ville avec une population d'environ 66 000 habitants.
| - Abu Sinan - Arab al-Aramshe - Arab al-Subeih - Arab al-Na'im - Arraba - Basmat Tab'un - Beit Jann - Bi'ina - Bir al-Maksur - Bu'eine Nujeidat - Daburiyya - Ed Dahi - Deir al-Asad - Deir Hanna - Dmeide - Eilabun† - Ein al-Asad - Ein Mahil - Fassuta† - Hamaam - Hamdon - Hurfeish† - Hussniyya - I'billin† - Iksal - Ilut - Jadeidi-Makr | - Jish† - Julis - Ka'abiyye-Tabbash-Hajajre - Kabul - Kafr Kanna† - Kafr Manda - Kafr Misr - Kafr Yasif† - Kamanneh - Kaukab Abu al-Hija - Kisra-Sumei - Maghar† - Majd al-Krum - Manshiya Zabda - Mashhad - Mazra'a - Mi'ilya - Muqeible - Nahf - Na'ura - Nazareth† - Nein† - Rameh† - Ras al-Ein | - Reineh† - Rumana - Rumat al-Heib - Sajur - Sakhnin† - Sallama - Sandala - Sha'ab - Shefa-'Amr† - Sheikh Danun - Shibli–Umm al-Ghanam - Sulam - Suweid Hamira - Tarshiha† - Tamra - Tuba-Zangariyye - Tur'an - Uzeir - Yafa an-Naseriyye† - Yanuh-Jat - Yarka - Zarzir |

### Tcherkesses
Deux villages à majorité Tcherkesse ou circassienne ont également une minorité arabe.
- Kfar Kama
- Rehaniya

## Plateau du Golan
Le plateau du Golan a été conquis pendant la Guerre des 6 jours en 1967 et annexé par Israël en 1981. Israël gouverne le Golan comme faisant partie du district Nord. L'annexion de cette région a été condamnée par le Conseil de sécurité des Nations unies et n’a jamais été reconnue par la communauté internationale.
De nombreux villages ont été abandonnés par leurs habitants fuyant les combats ou chassés par les soldats. Les responsables israéliens ont proposé la démolition de 127 villages abandonnés pendant la guerre. Près de 90 villages abandonnés ont été détruits peu après le 15 mai 1968, et les terres données à des colons israéliens. Il reste 5 villes arabes et près de 23 900 Arabes israéliens habitent le plateau du Golan.
- Buq'ata
- Ein Qiniyye
- Ghajar
- Majdal Shams
- Mas'ade